# Tunnel du Hochtor
Le tunnel du Hochtor, en allemand Hochtortunnel, est un tunnel d'Autriche percé sous le Hochtor, dans le massif des Hohe Tauern. Il permet de faire passer la Haute route alpine du Großglockner dont il constitue le point culminant à 2 504 mètres d'altitude.

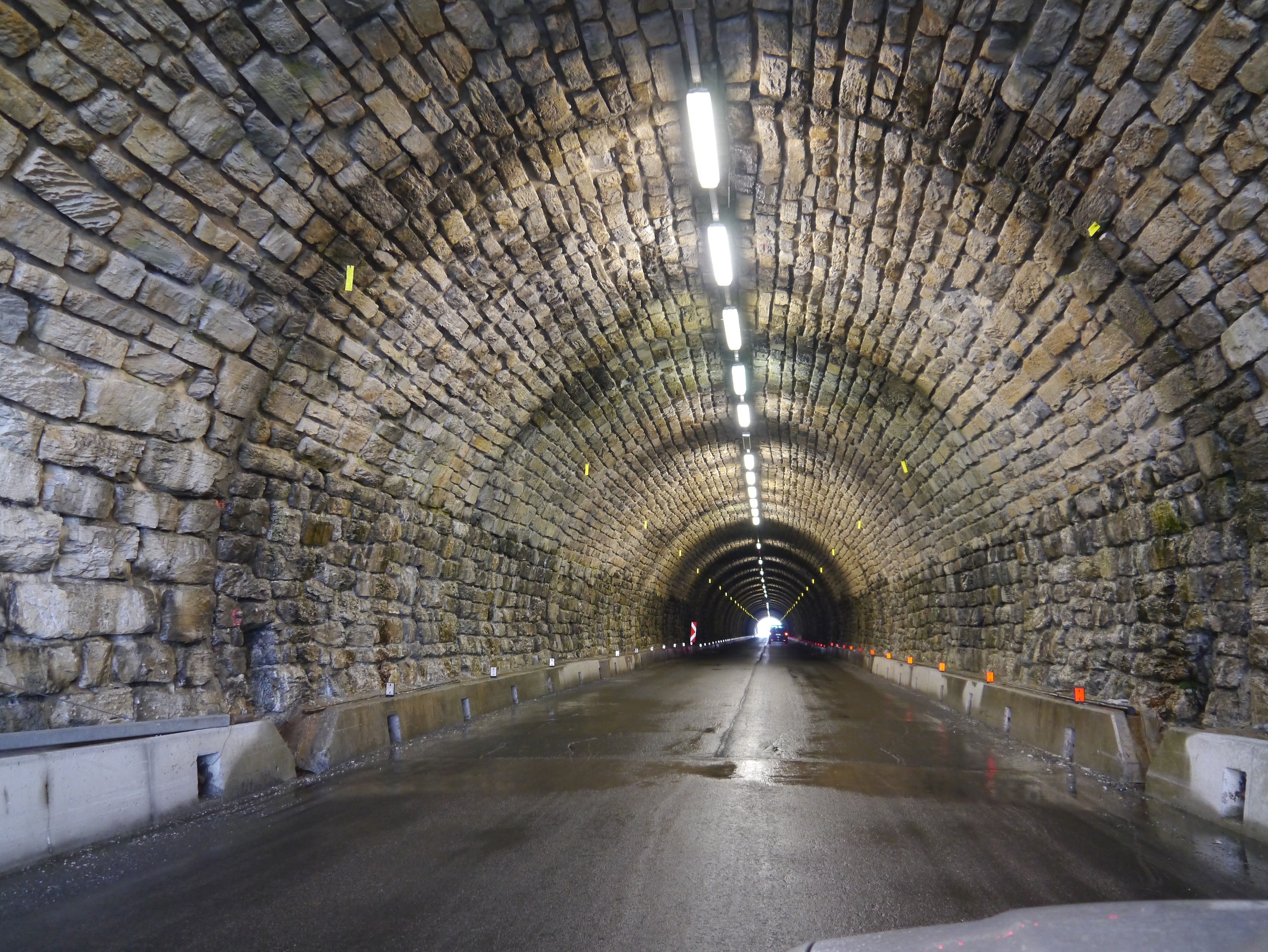
Vue de l'intérieur du tunnel.

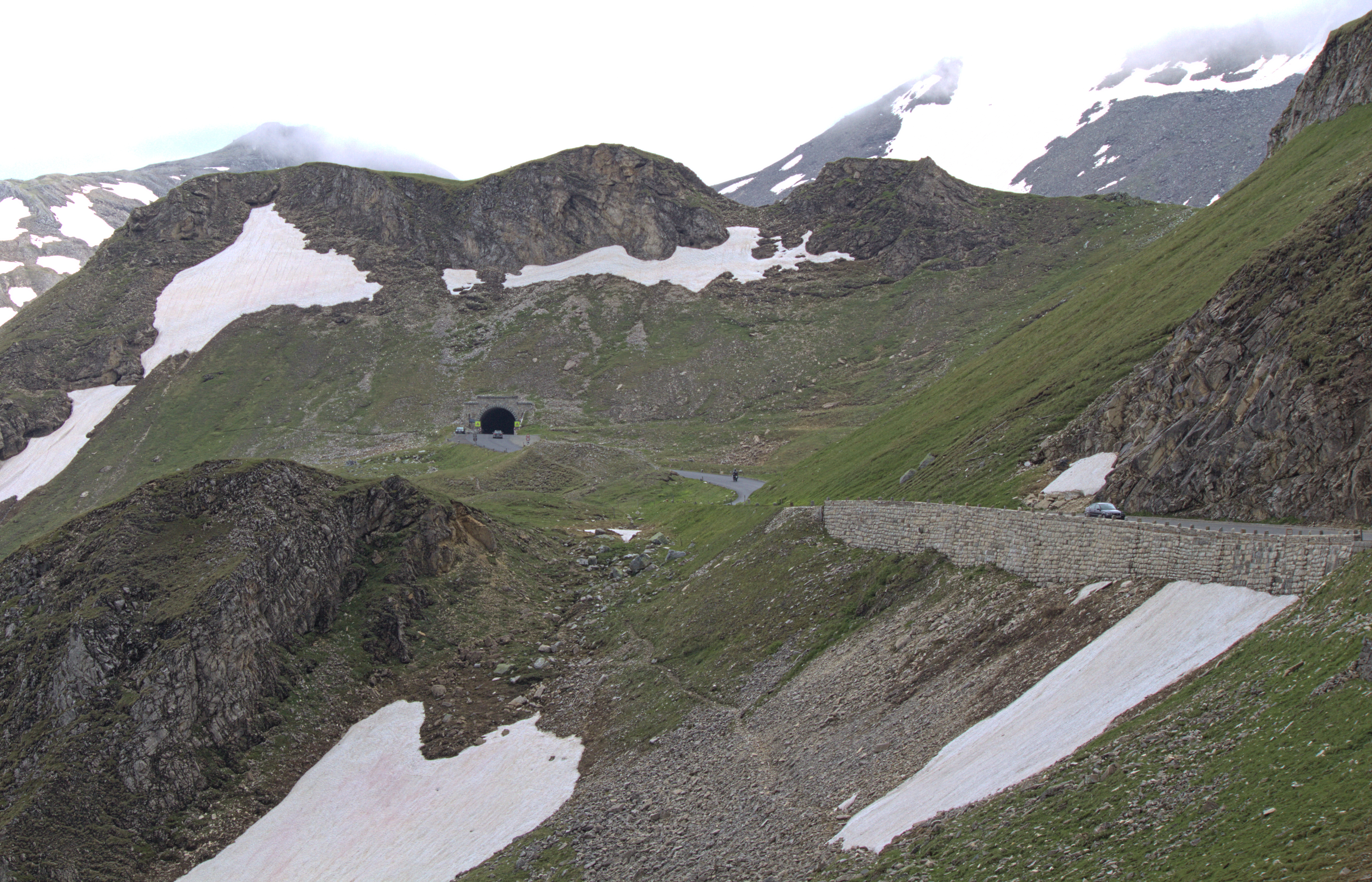
L'entrée nord du tunnel sous le Hochtor.